# Drosophilinae
Drosophilinae là một phân họ ruồi giấm và là phân họ lớn nhất trong họ Drosophilidae.

## Phát sinh loài
Nhiều nghiên cứu phân tử đã đề cập đến các nhánh dưới của cây phát sinh chủng loại trong phân họ này. Hầu hết các nghiên cứu này chỉ giới hạn ở các loài thuộc chi Drosophila. Bản thân chi Drosophila là một nhánh cận ngành vì một số chi khác, chẳng hạn như Zaprionus, Scaptomyza và Lordiphosa, được định vị trong chi này. Vị trí của các loài in đậm trong cây phát sinh loài ít nhất cũng được hỗ trợ một cách hợp lý bởi các bằng chứng phân tử hiện có.
Tông Drosophilini
- Baeodrosophila
- Colocasiomyia
- Palmomyia
- Palmophila
- Bialba
- Calodrosophila
- Celidosoma
- Chymomyza
- Dicladochaeta
- Hypselothyrea
- Jeannelopsis
- Lissocephala
- Marquesia
- Microdrosophila
- Mulgravea
- Neotanygastrella
- Paraliodrosophila
- Poliocephala
- Protochymomyza
- Scaptodrosophila
- Sphaerogastrella
- Styloptera
- Tambourella
- Zaropunis
- Drosophila bao gồm các chi:

- Dettopsomyia
- Dichaetophora
- Hirtodrosophila
- Liodrosophila
- Lordiphosa
- Mycodrosophila
- Paramycodrosophila
- Phorticella
- Samoaia
- Scaptomyza
- Zaprionus
- Zygothrica

- Zapriothrica
- Laccodrosophila

Tông Cladochaetini
- Cladochaeta
- Diathoneura

Chưa xác định
- Miomyia
- Collessia
- Balara

Đối với các loài trong các chi khác nhau, hãy xem Taxodros Lưu trữ ngày 9 tháng 2 năm 2006 tại Wayback Machine